# 桐島ローランド
桐島 ローランド（きりしま ローランド、Rowland Kirishima，1968年4月27日 - ）は、日本の写真家、マルチクリエイターである。元ファッションモデル。acali所属。
神奈川県横浜市出身。日本名は、桐島 象太郎（きりしま しょうたろう）。

## 略歴
- 少年期は東京キッドブラザースに所属し、13歳で柴田恭兵主演のミュージカル「青春のアンデルセン」に出演。17歳の頃に写真家のアシスタントをきっかけにモデルとなる。
- セント・メリーズ・インターナショナル・スクール卒業後、ニューヨーク大学芸術学部写真科に入学。1991年に卒業し[1]、ニューヨークで写真家として活動を始める。 1993年に活動の拠点を東京に移す。
- 2013年7月1日まで芸能事務所LDHに所属していた[2]。
- 2013年7月21日に実施された第23回参議院議員通常選挙に東京都選挙区（改選数5）にみんなの党から立候補するも、8位で落選した。
- 2014年5月16日、フォトグラメトリーを基軸とした3DCGプロダクション、株式会社AVATTA設立。
- 2018年4月1日、AVATTAの全株式をサイバーエージェントへ譲渡しサイバーエージェントグループへ合流[3]。
- 2019年7月31日、サイバーエージェントグループ内の株式会社CGチェンジャーがAVATTAの3Dスキャニング技術を取り込む形で社名変更し、総合3DCGプロダクション「CyberHuman Productions」が始動[4]、桐島は同社取締役に就任[5]。

## 人物
- スコットランド系アメリカ人と日本人とのハーフ[1]。母親は作家の桐島洋子。三人きょうだいの末っ子で長姉はモデル・女優の桐島かれん。次姉はエッセイストの桐島ノエル。母方曾祖父は三菱地所初代社長の桐島像一。
- 1996年2月29日に女優の江角マキコと結婚したが、9か月後に離婚（桐島と江角の間に子供はいない。後に江角は平野眞と結婚）。2002年に趣味の茶道が縁で知り合った女性と再婚、2児の出生を挟み現在に至る。
- 2007年のダカール・ラリーに二輪車で参戦し、完走した。

## 出演

### テレビ出演
- ミューズの微笑み（NHK教育） - レポーター
- 世界・ふしぎ発見!（2008年 - 、TBS） - 準レギュラー解答者
- アドリア海の真珠とアルプスの瞳 （旅チャンネル）
- お宝発信タワー DAI-NAMO（2011年、中部日本放送） - 「キセキの一枚」のコーナー担当。
- 奇跡の天空都市「マチュピチュ  - 102年目の真実」 （2013年3月31日、BS-TBS） - 旅人
- 情熱報道ライブ「ニューズ・オプエド®」（NOBORDER NEWS TOKYO）

## 作品

### 書籍
- 井上和香 写真集「ワカコレ」（学研）
- 中村獅童 写真集「shidou」（扶桑社）
- EXILE 写真集「Phase 2」（LDH）
- 北原照久「和印 北原照久秘蔵のコレクション」（たちばな出版）
- 大鶴義丹「その役、あて書き」（扶桑社） - カバー写真

### CM
- ベリーサ（マツダ）
- Xacti（三洋電機）

### 広告撮影
- MAZDA
- 資生堂
- FILA
- ユニクロ

### ミュージック・ビデオ
- クリスタル・ケイ「Girl U Love」（2002年） - 演出
- 今井美樹「微笑みのひと」（2002年） - 出演
- 浜崎貴司「BITTERSWEET SYMPHONY」（2007年） - 演出

### 映画
- 私のなかの8ミリ（大鶴義丹監督作品） - 撮影監督
- 聖地へ!（古波津陽監督作品） - 撮影監督（2011年11月公開）

### レコード
- マザー、愛さないで（1981年、東京キッドブラザース「青春のアンデルセン」劇中曲） - 桐島ローリィ名義